# Horváth János (evangélikus lelkész)
Takácsi Horváth János (Takácsi, 1793. november 14. – Vadosfa, 1880. december 1.) evangélikus lelkész.

## Élete
Nemes Horváth György és Győrfi Zsuzsánna fia. A soproni ágostai evangélikus főiskolában végezte a gimnáziumi és teológiai tanulmányait. Itt kötött szoros barátságot Edvi Illés Pállal, Petz Leopolddal, Szabó József nyelvésszel és itt nyerte meg Kis János szuperintendens szeretetét is, akinek mindvégig pártfogoltja volt. Külföldre, az akkori politikai viszonyok miatt nem mehetvén, a soproni főiskolában vállalt ideiglenesen tanszéket pár évre; azután nevelő lett a gróf Brunswick, illetőleg gróf Deym családnál. A család azonban egy év múlva csehországi birtokaira utazott, s Horváth az atyai házhoz tért vissza Takácsiba. Pártfogója Kis János itt is fölkereste és elküldte Niklára (Somogy megye), hogy legyen Berzsenyi Dániel fiának a nevelője. Végül útlevelet nyert és a jénai egyetemre ment, ahol 1816. május 10-én iratkozott be. Másfélévi külföldi tartózkodás után visszatért hazájába és 1818. október 6-án főpásztora Kis János által a felpéci gyülekezet segédlelkészévé szentelték fel. 1819-ben a réti (Tárnokrét) gyülekezet választotta meg rendes lelkészének. 1821-ben itt kötött házasságot kistatai Tatay Juliannával (1795-1858), nemes Tatay Pál nemescsói evangélikus prédikátor és nemes Mesterházy Judit lányával. 1826-ban Vadosfára (Sopron megye) hívták meg lelkésznek és hivatalát október elején el is foglalta. 1880. szeptember 29-én önként nyugalomba vonult; azonban már december 1-jén meghalt Vadosfán. Sopron megye táblabírája is volt.
Nevét N(emes) Takátsi Horváth Jánosnak írta alá.

## Írásai
Cikkei a felső-Magyarországi Minervában (1832. VI. Hazai dicső emlékeztetések: Jurisics, Keglevics, Gyulay Pál. Dudits András és Vránczy Antal felől való felszólítás, IX. Hunyady János Belgrádnál 1456-ban, 1834. I. Egy tekintetet Magyarország culturájára 1549 körűl és utánna, 1835-36. I. Keresztelő János vagy a spanyolok vallásossága, III. A fakir és a szép indus asszony); a Tudományos Gyűjteményben (1834. II. A tudományok dicsérete, V. Mit lehet tartani az iskolai vetélkedtetés, rangozás, jutalmazás felől?, VI. A keresztyén pap, 1835. III. Az angol főiskolában való élet, V. A nagy erény, IX. Örökké való tulajdonság a földön, A németekről, 1836 III. A törökökről és arabsokról, IV. Philosophiai megalapítása a tudományos nevelésnek, IX. Mit kivánhat a haza a mi időnkben felsőbb nevelőintézeteitől, iskoláitól, 1837. II. Spanyol szokások: táncz, az enni adás mestersége, 1839. XII. Az erény boldogít, 1840. XII. A religiós, vallásos s erkölcsi élet mint támad az emberben? micsoda elsősége vagyon még az ész fölött is? és miben áll annak becse?)
Levele Károlyi Istvánhoz Vadosfáról 1836. március 8. (melyhez csatolva apróságot küld a Tudományos Gyűjtemény számára és írja hogy: A konfirmandus ev. gyermekek számára úrvacsorájához készítő könyvét újra ki akarja nyomatni.)